# Carambar

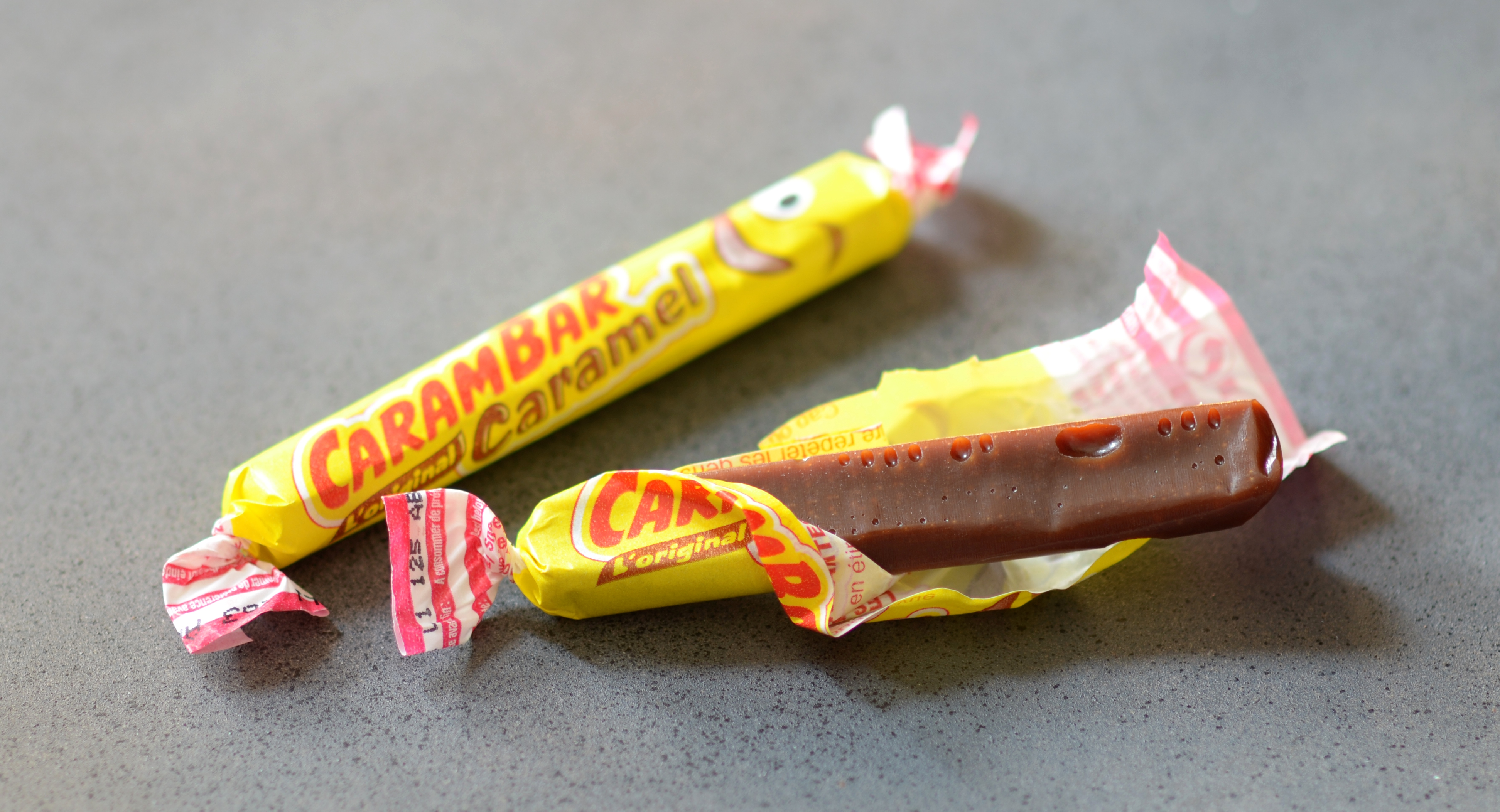

Carambar is een Frans merk van snoepgoed. Het is een lange reep gemaakt van caramel met cacao. De reep is bekend om haar verpakking met aan de binnenzijde een grapje en is populair bij de Franse jeugd.

## Geschiedenis
De caramelreep werd in 1954 ontwikkeld door de Noord-Franse firma Delespaul-Havez, die gespecialiseerd was in de fabricage van een lokale specialiteit van Cambrai, Bêtise de Cambrai. Volgens de legende werd de harde caramelreep met cacao per toeval gevonden door een verkeerde afstelling van de machine. De mislukte producten werden uitgedeeld aan het personeel en hun kinderen waar het grote bijval kreeg.
Het snoepgoed kwam eerst op de markt onder de naam Caram'bar, een samentrekking van de woorden "caramel" en "bar". Carambar wordt geproduceerd in een fabriek in Marcq-en-Baroeul, waar ook ander snoepgoed als "La pie qui chante" en "Michoko" wordt geproduceerd.
Het bedrijf was achtereenvolgens in handen van Danone, Cadbury en Mondelez. Sinds 2017 is Carambar & Co eigendom van de groep Eurazeo.